# Церковь Всех Святых (Сосновка)
Церковь Всех Святых (Всехсвя́тская це́рковь) — православный храм в селе Сосновка городского округа Озёры Московской области.
Церковь Всех Святых в с. Сосновка Озерского района является объектом культурного наследия регионального значения (Постановление Правительства Московской области от 15.03.2002 г. № 84/9).

## История
Село Сосновка впервые упоминается в Рязанских платёжных книгах 1595—1597 годов как слободка при монастыре, которая находилась в Ростиславском стану. Существовавшая здесь Покровская Сосновская мужская пустынь кем и когда была основана — неизвестно. В 1680 году её приписывали к Воскресенскому Новоиерусалимскому монастырю, расположенном в городе Воскресенске (ныне город Истра Московской области). Последние сведения о обители относятся к 1723 году, вероятная дата её упразднения — 1764 год.
В 1784 году на месте пустыни была построена Покровская деревянная церковь в традиционных формах древнерусского зодчества. Храм состоял из одноглавого, крытого на четыре ската, рубленного в «обло» четверика с алтарным прирубом из бруса и трапезной. Бревенчатый сруб снаружи был покрыт позднейшей тёсовой обшивкой, под которой сохранились следы висячий галереи, опоясывавшей храм. В облик церкви внесены и другие изменения: увеличены размеры оконных и дверных проёмов, подведён каменный фундамент и другие. В 1895 году южнее деревянного храма была построена архитектором А. Ф. Крюгером каменная Покровская церковь в формах эклектики, а деревянная Покровская церковь была переосвящена во имя Всех Святых.
После 1917 года храм был заброшен. В 1926 году здание Всехсвятской церкви было передано под клуб «Красный пахарь». Деревянная церковь в Сосновке была клубом до 1961 года, пока не был построен сельский Дом Культуры. В 1980-х годах здание храма имело посредственное состояние и ни кем не использовалось. В 1990-х годах обрушились свод храма и его южная стена. Уникальный памятник деревянного зодчества Подмосковья требует восстановления, что маловероятно из-за его плачевного состояния.